# Сотников, Геннадий Петрович
Генна́дий Петро́вич Со́тников (23 января 1938, Ленинград — 13 июля 2007, Санкт-Петербург) — русский советский художник, сценограф, педагог. Заслуженный художник Российской Федерации. Лауреат Государственных премий СССР и России за работы в театре.

## Биография
Родился 23 января 1938 года в Ленинграде, в семье рабочего и служащей. Учился в Средней художественной школе (СХШ) при Академии Художеств, но был отчислен с формулировкой «профнепригодность», впоследствии получил аттестат о среднем образовании в школе рабочей молодежи.
В 1958 году поступил в Ленинградский театральный институт по курсу сценографии (мастерская Т. Г. Бруни) и окончил его в 1962 году. Вместе с молодой женой и однокурсницей Татьяной Константиновной Ратнер-Сотниковой, тоже театральной художницей поехал по распределению работать в Иркутск. В Иркутске познакомился и подружился с тогда ещё малоизвестным молодым драматургом Александром Вампиловым, чьи пьесы потом неоднократно получали сценическое воплощение в декорациях Геннадия Петровича. Многолетняя дружба связывала Сотникова и с другим иркутским драматургом — Владимиром Вячеславовичем Космачевским. Большое влияние на творческую манеру Сотникова оказал талантливый сибирский художник Вячеслав Владимирович Шичков.
До 1967 года работал в театрах Иркутска, Барнаула и Петропавловска-Камчатского.
По возвращении в Ленинград работал в рекламе, кино и театрах страны. Оформил в качестве художника-постановщика около 150 спектаклей в Ленинграде, Москве, Минске, Одессе, Новосибирске, Ташкенте, Риге, Таллине, Улан-Удэ, Якутске и др.
В середине 80-х годов началось исключительно плодотворное сотрудничество Геннадия Петровича с Якутским Академическим театром им. П. А. Ойунского «Саха театра» с художественным руководителем которого Андреем Саввичем Борисовым его связала многолетняя дружба. Самые большие успехи Сотникова как художника в области сценографии связаны именно с этим театром. За спектакль «:Желанный голубой берег мой» по повести Ч. Айтматова «Пегий пес, бегущий краем моря» Геннадий Сотников в 1986 году был удостоен Государственной премии СССР, за спектакль «Король Лир» по Шекспиру в 1998 году Государственной премии России, а спектакль «Кыыз Дебелиэ» был отмечен Всероссийской театральной премией «Золотая маска».
В 1983 году Сотников приступает к педагогической деятельности в своей альма-матер — Российском государственном институте сценических искусств. В его мастерской получили образование шесть выпусков театральных художников, среди которых Валерий Полуновский, впоследствии доцент того же института, обладатель «Золотой маски» Татьяна Мельникова, главный художник Башкирского драматического театра им. М. Гафури Рустам Баймухаметов и другие.
Лауреат Государственной премии Российской Федерации в области литературы и искусства (1998).
Трагически погиб 13 июля 2007 года в Санкт-Петербурге.

### Каталоги выставок
- Геннадий Петрович Сотников [Текст] : выставка работ : каталог / Всероссийское театральное о-во, Ленинградское отд-ние, Дворец работников искусств им. К. С. Станиславского; [кат. сост. Г. М. Левитин]. — Ленинград : [б. и.], 1973. — 9 с., [3] л. ил. : портр.; 22 см.
- Геннадий Петрович Сотников : Выст. произведений : Каталог / Авт. вступ. ст. и сост. В. Г. Перц; Ред. Л. В. Мочалов. — Л. : Художник РСФСР, 1989. — 23, [24] с. : ил. ; 21 см